# Joan Verdú
Joan Verdú Fernández (Barcelona, 5 de mayo de 1983) es un futbolista español retirado. Jugaba como centrocampista y desarrolló la mayor de su carrera profesional en clubes de la Primera División de España. En la actualidad es comentarista deportivo en diferentes medios de comunicación.

## Trayectoria

### Como jugador
| Club                      | País                   | Año       |
| ------------------------- | ---------------------- | --------- |
| FC Barcelona "C"          | España                 | 2002-2003 |
| FC Barcelona "B"          | España                 | 2002-2006 |
| FC Barcelona              | España                 | 2004-2005 |
| RC Deportivo de La Coruña | España                 | 2006-2009 |
| RCD Espanyol              | España                 | 2009-2013 |
| Real Betis                | España                 | 2013-2014 |
| Baniyas SC                | Emiratos Árabes Unidos | 2014-2015 |
| ACF Fiorentina            | Italia                 | 2015-2016 |
| Levante UD                | España                 | 2015-2016 |
| Qingdao Huanghai          | China                  | 2016-2019 |
| CF Montañesa              | España                 | 2019-2020 |
| CE L'Hospitalet           | España                 | 2020-2022 |